# Samsung Galaxy Tab S2 8.0
La Samsung Galaxy Tab S2 8.0 es una tableta basada en Android producida y comercializada por Samsung Electronics. Perteneciente a la línea "S" de gama alta, se anunció el 20 de julio de 2015 y se lanzó en septiembre de 2015 junto con el Samsung Galaxy Tab S2 9.7. Está disponible en las variantes solo Wi-Fi y Wi-Fi/4G LTE.

## Historia
La Galaxy Tab S2 8.0 se anunció el 20 de julio de 2015 a partir de un comunicado de prensa de Samsung.
La tableta se lanzó el 3 de septiembre de 2015 a $ 399.
Se lanzó una serie de modelos renovados a fines de 2016, (Tab S2 VE, SM-T710/715/719) que reemplazaron el SoC Exynos 5433 anterior con un SoC Snapdragon 652 más actual. Además de algunos cambios menores de software y Android 7.x, es casi igual que el modelo anterior.

## Características
El dispositivo actualmente ejecuta Android 5.1.1 Lollipop con la capa de personalización TouchWiz. La Galaxy Tab S2 8.0 está disponible en las variantes solo WiFi y 4G/LTE y WiFi. El almacenamiento varía de 32 GB a 64 GB según el modelo, con una ranura para tarjeta microSDXC para expansión hasta 128 GB. La pantalla es una pantalla Super AMOLED (4:3) con una resolución de 2048x1536 píxeles. También cuenta con una cámara frontal de 2.1 MP y una cámara trasera AF de 8.0 MP sin flash LED. También tiene la capacidad de grabar videos HD. El botón de inicio del hardware sirve como sensor de huellas dactilares.
El diseño de la Galaxy Tab S2 8.0 está inspirado los teléfonos de la serie Samsung Galaxy A de 2015 pues el dispositivo tiene un marco de metal pintado con bordes biselados y una parte posterior de plástico, junto con un diseño de cámara similar al del Galaxy S6. Está disponible en los colores negro, blanco o dorado/beige. Con un grosor de 5,6 mm, la Tab S2 8.0 es, a partir de septiembre de 2015, la tableta más delgada del mundo junto con la Samsung Galaxy Tab S2 9.7, de pantalla más grande.